# O.D.T.: Escape... Or Die Trying
O.D.T. - Escape... Or Die Trying is een computerspel dat werd ontwikkeld en uitgegeven door Psygnosis Limited. Het spel kwam in 1998 uit voor de Sony PlayStation en Microsoft Windows. Het spel is een actie-avonturenspel met RPG elementen. Het spel speelt zich af in de toekomst. De speler kan kiezen uit vier karakters. Het doel van het spel is om in een verboden zone te komen om gas te zoeken voor een ballon die gecrashed is op het dak van een mysterieuze toren. Onderweg moeten puzzels worden opgelost en monsters verslagen. Er is een versie voor de Nintende 64 ontwikkeld, maar is nooit uitgebracht.

## Platforms
| Platform    | Jaar |
| ----------- | ---- |
| PlayStation | 1998 |
| Windows     | 1998 |

## Ontvangst
| Beoordeeld door                | Platform    | Jaar | Score |
| ------------------------------ | ----------- | ---- | ----- |
| NowGamer                       | PlayStation | 1997 | 89%   |
| Power Play                     | Windows     | 1998 | 86%   |
| Jeuxvideo.com                  | Windows     | 1998 | 80%   |
| Jeuxvideo.com                  | PlayStation | 1998 | 75%   |
| PC Games (Duitsland)           | Windows     | 1998 | 72%   |
| PC Player (Duitsland)          | Windows     | 1998 | 71%   |
| Electric Games                 | Windows     | 1998 | 70%   |
| IGN                            | PlayStation | 1998 | 55%   |
| GameSpot                       | Windows     | 1998 | 48%   |
| Adrenaline Vault, The (AVault) | Windows     | 1999 | 40%   |